# Sh2-140
Sh2-140 ist eine HII-Region im Sternbild Kepheus. Der Emissionsnebel ist wahrscheinlich etwa 3300 Lichtjahre von der Erde entfernt. Am nördlichen Rand ragt ein Teil der Dunkelwolke von LDN 1204 in den HII-Verlauf hinein und schattet ihn ab.